# Jean Zaleski
Jean Zaleski (Birkirkara, 11 aprile 1920 – 2 maggio 2010) è stata un'artista maltese residente negli Stati Uniti.
Il suo lavoro è apparso in diverse mostre negli Stati Uniti e a Malta..

## Biografia
Nata Jean Busuttil a Birkirkara, la più giovane di 11 figli, all'età di 8 anni emigra insieme alla sua famiglia negli Stati Uniti.
Jean Busuttil Zaleski ha studiato come artista negli Stati Uniti presso il Moore College of Art and Design di Filadelfia, e a New York presso il Pratt Institute, la Parsons School of Design e la Art Students League . Nel 1986 ha ricevuto un Susan B Anthony Award nel campo della pittura dalla National Organization for Women  ed è stata invitata dal Presidente Jimmy Carter alla Casa Bianca come parte di una delegazione di cinque artisti donne nel 1975.